# 子音韻
子音韻（しいんいん、子韻、Consonance）は主に詩で使われる押韻の一種で、強勢がある複数の音節で同じ末子音を繰り返すが母音は異なるものをいう。広義には、子音の繰り返しをすべて含む。
頭韻は、語の最初の子音の繰り返しであり、子音韻とは異なる。子音韻では語の中のどの位置でも良いが、一般に語の最後に来る。
- Few flocked to the fight.

この文は頭韻である。語の最初の f が繰り返されている。一方、
- All mammals named Sam are clammy.

この文は子音韻である。語の中で m という子音が繰り返されている。
語の最後の子音が同じである子音韻を特に半韻と呼ぶ。
歯擦音を用いた子音韻を特に歯擦音韻 (sibilance) と呼ぶ。例えばエドガー・アラン・ポーの『大鴉』で以下の歯擦音韻が使われている。
- And the silken sad uncertain rustling of each purple curtain

ただし、この句では ur の類韻も含んでいる。
現代のヒップホップ・ミュージックの中にも子音韻が見られる。
- Rap rejects my tape deck, ejects projectile/Whether jew or gentile I rank top percentile. - フージーズ 『Zealots』